# Harry Perry
Harry Perry, född Harold Arthur Perry 19 maj 1951 i Washington, D.C., är en amerikansk artist. Perry växte upp i Michigan, men flyttade 1973 till Venice, Kalifornien. Där började han sjunga sina egna låtar och spela gitarr, ibland samtidigt som han åkte rullskridskor. Perry är känd för att ha en turban på sig, vilket tillhör den sikhinspirerade utstyrseln han har på sig, och han kallar sig ibland för Har Nar Singh Khalsa eller Kama Kosmic Krusader. Perry tränar mycket, springer flera kilometer om dagen, utövar yoga, röker inte och är vegetarian. Han har medverkat i filmer såsom Fletch, Dragnet, Starstruck, White Men Can't Jump, Tenacious D: Världens bästa rockband, Gift, Kodnamn: Nina, Marching Out of Time och Way Past Cool.

## Diskografi
Album
- 2006 – Video Commander
- 2007 – Greatest Hits of the Millennium

Singlar
- 1980 – "Let Love Come To You" / "Let Love Come To You (part 2)" (Kama Kosmic Krusader med Harry Perry)
- 1980 – "Harry Perry" / "Practice Yoga"

Kassetter
- 1986 – Venice Beach Songs (Harry Perry & Kama Kosmic Krusader)
- 1986 – Kama Kosmic Krusader

Video
- 1993 – Gift (med Jane's Addiction, Ice-T, Ernie C, Harry Perry)